# Cresent Hardy
Cresent Leo Hardy (ur. 23 czerwca 1957) – amerykański polityk, członek Partii Republikańskiej i kongresman ze stanu Nevada (2015-2017).